# 烏山頭ダム
座標: 北緯23度12分20.5秒 東経120度23分24.88秒 / 北緯23.205694度 東経120.3902444度
烏山頭ダム（うさんとうダム）は、台湾の台南市官田区に位置するダムである。旧称は烏山頭貯水池で、建設を監督した水利技術者の八田與一の名に因んで八田ダムの名でも知られる。海抜468mの烏山嶺に位置し、水力発電設備を有す。上空からは緑色の珊瑚のように見えるため、ダム湖は珊瑚湖と称されている。
アメリカのフーバー・ダムが完成するまでは世界最大のダムであった。2001年の台湾十大土木史蹟、2009年の土木学会選奨土木遺産選定。

## 概要
烏山頭ダムは、1920年に着工し1930年に完成した嘉南大圳の重要な水利工事の一つであり、台湾初期のダムの一つである。計画は日本人技術者の八田與一により策定され、嘉南平原の農業灌漑を主目的として建設された。ダムは曽文渓支流の官田渓上流に位置し、台南県官田郷、六甲郷、大内郷、東山郷にまたがる低地を利用し、大埔渓を集水している。下流に曽文ダムが完成してからは相互補完して運用されている。建設工事には大倉土木（現在の大成建設）を主とし、鹿島組（現在の鹿島建設）、住吉組、黒板工業の各社が参画した。建設途中の大正11年には爆発事故で50人余りの死者、100人余りの負傷者を出している。
ダム建設に際して作業員の福利厚生を充実されるため宿舎・学校・病院なども建設した。爆発事故の翌年には関東大震災が起こり予算削減のために作業員を解雇しなければならなかった。八田は有能な者はすぐに再就職できるであろうと考え、有能な者から解雇する一方で再就職先の世話もした。

## ダム施設諸元

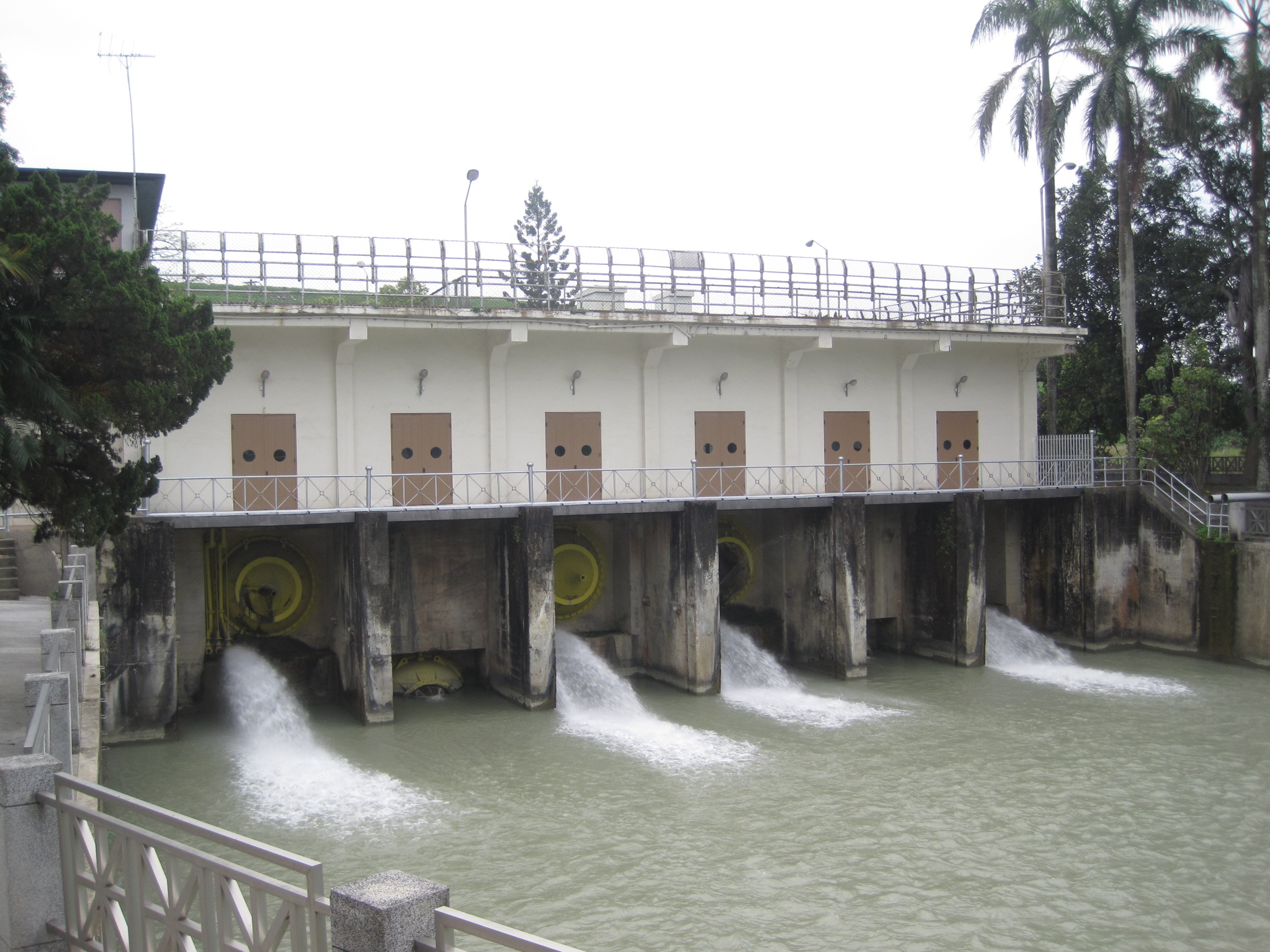
放水口

嘉南農田水利会の資料 及び烏山頭水庫水門操作規定 よりダム施設の主な諸元を次に示す
- ダム湖

集水面積 58.24km2
満水位面積 9.54km2
常時満水位 58.18m
最低水位 31.20m
総貯水容量 154,158,000m3
有効貯水容量 79,816,000m3 （民国99年測）
- 堤体（大壩）

半水力式アースダム（半水力式土壩）
堤高 66.66m
堤長 1,273m
堤頂幅 9m
堤底幅 303m
堤体積 5,400,000m3
- 洪水吐（溢洪道）

越流堰高 58.18m
越流堰幅 124m
水路出口幅 18m
水路全長 636m
設計流量 1500m3/sec（水位・流量曲線より水位=約62m時の流量）
- 旧放流ゲート施設（舊送水口）

取水塔 12角形RC, 塔高 14.85m, 内径 8.48m
取水トンネル 馬蹄形RC, 全長 154.54m, 幅 7.58m, 高 7.88m
取水管及び取水バルブ 内径 2.73m×2条管, φ2.73mバタフライ弁（蝶形閥）×2基
流量調節バルブ ニードル弁（針閥）×6基, 設置標高32.88m(No.1,3,4,6) 29.0m(No.2,5)
最大放水量 62m3/sec
1930年竣工
操作規定によれば、新放流ゲート施設を優先稼働し、利水需要が上回った場合に旧放流ゲート施設を稼働させることになっている
- 放水口新放流ゲート施設（新送水口）

取水塔 直立式, 全長 30m, 幅 25.4m, 高 27.5m, 取水水位（上段 48m, 下段 40m）
最大取水量 90m3/sec
取水口水門 4門 幅 4m×高 4.2m
取水管 内径4.1m（放水口φ3.8m×1本と水力発電φ3.6m×1本に分岐）
放水管 φ1.9m×3条, ゲート弁（環閘閥）×3基
流量調整バルブ ホロージェット弁（空注閥）×3基, 設置標高 30.5m
最大放水量 30m3/sec×ホロージェット弁3基
1997年竣工
- 烏山頭水力発電所（烏山頭水力發電廠）[7]

出力 8.75 kW
年平均発電量 42,170,000 kWh
2002年竣工
- 西口水力発電所（西口水力發電廠）[8]

出力 11.52 kW
年平均発電量 42,000,000 kWh
2007年竣工
- 台湾自来水公司 烏山頭給水廠 烏山頭浄水場[9]

取水 烏山頭水庫の竹仔坑抽水站より設計取水量245,000m3/日
1975年竣工

## 世界遺産登録
「烏山頭ダム水利システム」として世界遺産に登録しようとする活動がある。

## 烏山頭水庫風景区
1969年、嘉南農田水利会（水利組合）がダム資源を観光に活かすために烏山頭風景区を設立した。1979年には省級風景特定区に指定され、現在は西拉雅国家風景区の一施設として管理されている。入場可能な主な施設には次のようなものがある。
烏山頭水庫風景区
- 八田技師紀念室
- 大壩石堤（堰堤）
- 溢洪道（洪水吐き）
- 舊送水站（旧制水門・取水設備）
- 火車頭（石材輸送に使われた蒸気機関車）
- 八田與一銅像
- 殉工碑
- 天壇公園
- 露営区（キャンプ場）

八田與一記念公園区
- 八田宅、市川及田中宅、赤堀宅、阿部宅（2009年に修復された和風建築）

烏山頭水庫風景区は年中無休で入場料金は大人200台湾元（2019年現在）である。ただし、園内一部施設はそれぞれ定休日等が設定されている場合がある。

## 交通
- 大台南公車（中国語版）
  - 新営駅、柳営駅、林鳳営駅より黄1系統台南芸術大学行きで「烏山頭水庫」下車
  - 善化駅より橘4系統で終点「烏山頭水庫」または橘5系統で「嘉南里」下車
  - 隆田駅より橘10系統台南芸術大学行きで「烏山頭水庫」下車